# دان توماس
دان توماس (بالإنجليزية: Dan Thomas)‏ (1 سبتمبر 1991 في المملكة المتحدة - ) هو لاعب كرة قدم بريطاني في مركز حراسة المرمى. لعب مع نادي بورنموث وهافانت أند ووترلوفيل وDorchester Town F.C. ‏ وA.F.C. Totton ‏ ونادي ألدرشوت تاون ونادي بول تاون وويلينج يونايتد.

## وصلات خارجية
- دان توماس على موقع قاعدة بيانات كرة القدم.إي يو (الإنجليزية)
- دان توماس على موقع Soccerbase.com (لاعب) (الإنجليزية)
- دان توماس على موقع Soccerway.com (الإنجليزية)